# 延和 (唐朝)
延和（712年五月—八月）是唐睿宗李旦的年号，共计4个月。

## 改元
- 太極元年五月初三辛未（712年6月11日），改元為延和。[2][3][4]八月初七甲辰（712年9月12日），改元為先天。[5][6][7]

## 大事记
- 延和元年（公元712年）八月庚子，唐睿宗禪位给太子李隆基，為唐玄宗[8][9]。

## 纪年
| 延和 | 元年  |
| ---- | ----- |
| 公元 | 712年 |
| 干支 | 壬子  |

## 同期存在的其他政权年号
- 日本
  - 和銅（708年－715年）：奈良時代—元明天皇之年號

## 參看
- 中國年號索引
- 其他使用延和年號的政權

## 文內注釋
1. ↑  李崇智，《中國歷代年號考》，第101頁。
2. ↑  劉昫.  . 维基文库.「〔景雲三年〕五月戊寅，親祀北郊。辛未，大赦天下，改元為延和。」
3. ↑  歐陽脩.  . 维基文库.「〔先天元年〕五月戊寅，有事于北郊。辛巳，大赦，改元曰延和。」
4. ↑  司馬光.  . 维基文库.「〔先天元年五月〕辛巳，赦天下，改元延和。」
5. ↑  劉昫.  . 维基文库.「〔景雲三年〕八月庚子，帝傳位於皇太子...甲辰，大赦天下，改元為先天。」
6. ↑  歐陽脩.  . 维基文库.「〔先天元年八月〕甲辰，大赦，改元，賜內外官及五品以上子為父後者勳、爵，民酺五日。」
7. ↑  司馬光.  . 维基文库.「〔先天元年八月〕甲辰，赦天下，改元。」
8. ↑  s:舊唐書/卷7 八月庚子，帝傳位於皇太子。
9. ↑  s:新唐書/卷005 先天元年...八月庚子，立皇太子為皇帝，以聽小事；自尊為太上皇，以聽大事。